# Norsksjön
Norsksjön är en sjö i Östersunds kommun i Jämtland och ingår i Indalsälvens huvudavrinningsområde. Sjön har en area på 0,147 kvadratkilometer och ligger 403,1 meter över havet.

## Delavrinningsområde
Norsksjön ingår i det delavrinningsområde (705424-145283) som SMHI kallar för Mynnar i Sandvikssjön. Medelhöjden är 382 meter över havet och ytan är 21,8 kvadratkilometer. Det finns inga avrinningsområden uppströms utan avrinningsområdet är högsta punkten. Vattendraget som avvattnar avrinningsområdet har biflödesordning 3, vilket innebär att vattnet flödar genom totalt 3 vattendrag innan det når havet efter 235 kilometer. Avrinningsområdet består mestadels av skog (83 procent) och sankmarker (11 procent). Avrinningsområdet har 0,15 kvadratkilometer vattenytor vilket ger det en sjöprocent på 0,7 procent.